# Bjarne Henning-Jensen
Bjarne Henning-Jensen (Copenaghen, 6 ottobre 1908 – Copenaghen, 21 febbraio 1995) è stato un regista, attore e drammaturgo danese.

## Biografia
Artista versatile, capace di manifestare buone qualità sia nella sua prima attività, quella recitativa, sia come autore di opere per lo più drammatiche, e infine capace di dirigere la messinscena di opere teatrali e di passare dietro la cinepresa per realizzare documentari e lungometraggi basati su tematiche sociali, familiari e psicologiche.
Nella preparazione e nella produzione delle sue opere ricevette la collaborazione della moglie Astrid Henning-Jensen, ritenuta una delle sue maggiori fonti di ispirazione.
Tra i suoi lavori più apprezzati si possono citare: il dramma De gode dage ("I giorni buoni", 1935); i lungometraggi Ditte Menneskebarn (1947) e Dove le montagne galleggiano (1955); il film De Pokkers Unger! ("Questi diavoli di ragazzi!", 1947).
Da ricordare anche le pellicole Palle solo al mondo (1949), Ragazzi del mare dell'Ovest (1950), L'uomo sconosciuto (1952), nelle quali partecipò come attore il figlio Lars.
Complessivamente Henning-Jensen diresse ventuno film tra il 1941 ed il 1974 e nel secondo dopoguerra si accostò alla corrente realistica-sociale.
Nel periodo 1967 - 1984, lui e sua moglie, si dedicarono alla stesura e alla messa in onda della serie radiofonica Karlsens kvarter ("Quartiere di Karl").

## Filmografia
- Jens Langkniv (1940), regia di Per Knutzon.
- Cykledrengene i Tørvegraven (1941).
- Brunkul (1941).
- Arbejdet kalder (1941).
- Sukker (1942).
- Papir (1942).
- S.O.S. - kindtand (1943).
- Korn (1943).
- Heste (1943).
- Naar man kun er ung (1943).
- De danske sydhavsøer (1944).
- Folketingsvalg (1945).
- Ditte menneskebarn (1946).
- Stemning i april (1947).
- De pokkers unger (1947).
- Kristinus Bergman (1948).
- Vesterhavsdrenge (1950).
- Sunstroke (1953).
- Ballettens børn (1954).
- Hvor bjergene sejler (1955).
- Paw (1959).
- Kort är sommaren (1962).
- Skipper & Co. (1974).